# Éric Deflandre
Éric Deflandre (* 2. August 1973 in Rocourt) ist ein ehemaliger belgischer Fußballspieler auf der Position eines rechten Abwehrspielers.

## Laufbahn
Deflandre unterzeichnete zuerst bei Wandre Union, aber nach einem Jahr schloss er sich dem RFC Lüttich an. Er verließ ihn dann 1995 Richtung Germinal Ekeren. Deflandre bestritt sein Debüt für die belgische Nationalmannschaft gegen die Niederlande in der Qualifikationsrunde zur WM 1998. 1996 unterschrieb er beim FC Brügge. Im ersten Spiel der Weltmeisterschaft 1998 ersetzte er nach 22 Minuten Bertrand Crasson, der Boudewijn Zenden deckte und half Belgien das 0:0 gegen die Niederlande zu halten. Später wechselte Deflandre zu Olympique Lyon nach Frankreich, wo er drei Meistertitel gewann. 2004 kam er nach Belgien zurück und spielte für Standard Lüttich. Im Juli 2007 wechselte er zum FC Brüssel, wo er bis Januar 2008 spielte und dann zu F.C.V. Dender E.H. wechselte. Von Juli 2009 bis 2010 spielte er für den Lierse SK. Danach ließ er bis 2012 seine Karriere bei seinem ehemaligen Ausbildungsverein RFC Lüttich ausklingen, wobei er es 2010/11 auf 25 Einsätze in der Drittklassigkeit und 2011/12 auf 27 Auftritte in der vierthöchsten Fußballliga des Landes brachte. Nach seinem Karriereende als Aktiver wechselte er als Nachwuchstrainer in die Jugend des Stadtrivalen Standard Lüttich und ist seit 2015 dort Co-Trainer der Profimannschaft.

## Privat
Éric Deflandre hat einen Bruder mit dem Namen Jean-Marc Deflandre; dieser ist ebenfalls als Fußballspieler, allerdings im Amateurbereich, aktiv.

## Erfolge
- Belgische Meisterschaft: 1998
- Belgischer Superpokal: 1998
- Französische Meisterschaft: 2002, 2003, 2004
- Französischer Ligapokal: 2001
- Französischer Superpokal: 2003